# 加夫吕
加夫吕（法語：Gavrus）是法国卡尔瓦多斯省的一个市镇，属于卡昂区（Caen）埃夫雷西县（Évrecy）。该市镇总面积2.71平方公里，2009年时的人口为555人。

## 人口
加夫吕人口变化图示
| 数据来源：INSEE |